# Euriphene jacksoni
Euriphene jacksoni är en fjärilsart som beskrevs av Talbot 1937. Euriphene jacksoni ingår i släktet Euriphene och familjen praktfjärilar. Inga underarter finns listade i Catalogue of Life.